# El desafío de Logan
El desafío de Logan (título original: Heartwood) es un telefilme dramático de 1998 dirigido por Lanny Cotler y protagonizado por Jason Robards, Eddie Mills y Hilary Swank.

## Argumento
Deroy es una pequeña comunidad. En ella el aserradero de Logan Reeser es el alma y centro de negocio del que depende toda la comunidad. Sin embargo un día el viejo Logan no puede hacer frente a sus deudas siendo además consciente de la amenaza que eso signica no sólo para su negocio, sino también para toda la ciudad y el único modo de vida que han conocido hasta el momento sus habitantes. Ante esta difícil situación para todos, todo el pueblo se une para luchar y defender su correspondiente forma de vida.

## Reparto
| Actor                | Papel          |
| -------------------- | -------------- |
| Jason Robards        | Logan Reeser   |
| Eddie Mills          | Frank Burris   |
| Hilary Swank         | Sylvia Orsini  |
| John Terry           | Joe Orsini     |
| Randall Batinkoff    | Johnny Purfitt |
| John Dennis Johnston | Carl Burris    |
| Tomas Arana          | Jordan Barrett |

## Recepción
En el presente, el telefilme ha sido valorado en portales cinematográficos y por varios críticos profesionales. En IMDb, con 224 votos registrados, el filme obtiene una media ponderada de 5,3 sobre 10.